# عبد الرحمن جمعة البلوشي
عبد الرحمن جمعة علي البلوشي، إماراتي الجنسية، لاعب نادي العين لكرة اليد ولاعب في المنتخب الإماراتي لكرة اليد، من مواليد 1985. يلعب في مركز «دائرة». حصد مع المنتخب بطولة الخليج لكرة الطائرة سنة 2003.